# Łężyce (województwo świętokrzyskie)
Łężyce – wieś sołecka w Polsce położona w województwie świętokrzyskim, w powiecie opatowskim, w gminie Sadowie.
| SIMC    | Nazwa           | Rodzaj    |
| ------- | --------------- | --------- |
| 0806140 | Bełcz           | część wsi |
| 0806157 | Czekaj          | część wsi |
| 0806163 | Czekajska Górka | część wsi |
| 0806170 | Łężycka Górka   | część wsi |

Prywatna wieś szlachecka położona była w drugiej połowie XVI wieku w powiecie sandomierskim województwa sandomierskiego. W latach 1975–1998 miejscowość administracyjnie należała do województwa tarnobrzeskiego.
Przez wieś przechodzi  niebieski szlak turystyczny z Gołoszyc do Dwikoz.

## Historia
W 1827 r. Łężyce miały 12 domów i 109 mieszkańców. W 1880 r. były tu 23 domy. Wieś miała powierzchnię 419 mórg i zamieszkiwało ją 140 osób.